# Liste architekturgeschichtlich bedeutsamer Bauwerke in Berlin ab 1900
Diese Liste verzeichnet eine Auswahl von ausgeführten und noch bestehenden Bauwerken in Berlin von architekturgeschichtlich wichtigen Architekten des 20. und 21. Jahrhunderts.
- Alvar Aalto – Zeilen-Haus für die Interbau, Klopstockstrasse 30–32
- Günter Behnisch – Neubau Akademie der Künste, Pariser Platz 4
- Peter Behrens:
  - AEG-Turbinenfabrik, Huttenstraße 12–16
  - AEG-Kleinmotorenfabrik
  - Bahnhöfe der U-Bahn-Linie 8
  - Alexanderhaus und Berolinahaus
  - Haus Lewin, Waldsängerpfad 3 (1929–30)
- Egon Eiermann
  - Neubau Kaiser-Wilhelm-Gedächtniskirche
  - „Zeilen“-Hochhaus (Hansaviertel/Interbau), Bartningallee 2–4
- Peter Eisenman
  - Denkmal für die ermordeten Juden Europas
  - Haus am Checkpoint Charlie – Blockrandschließung am Checkpoint Charlie (IBA)

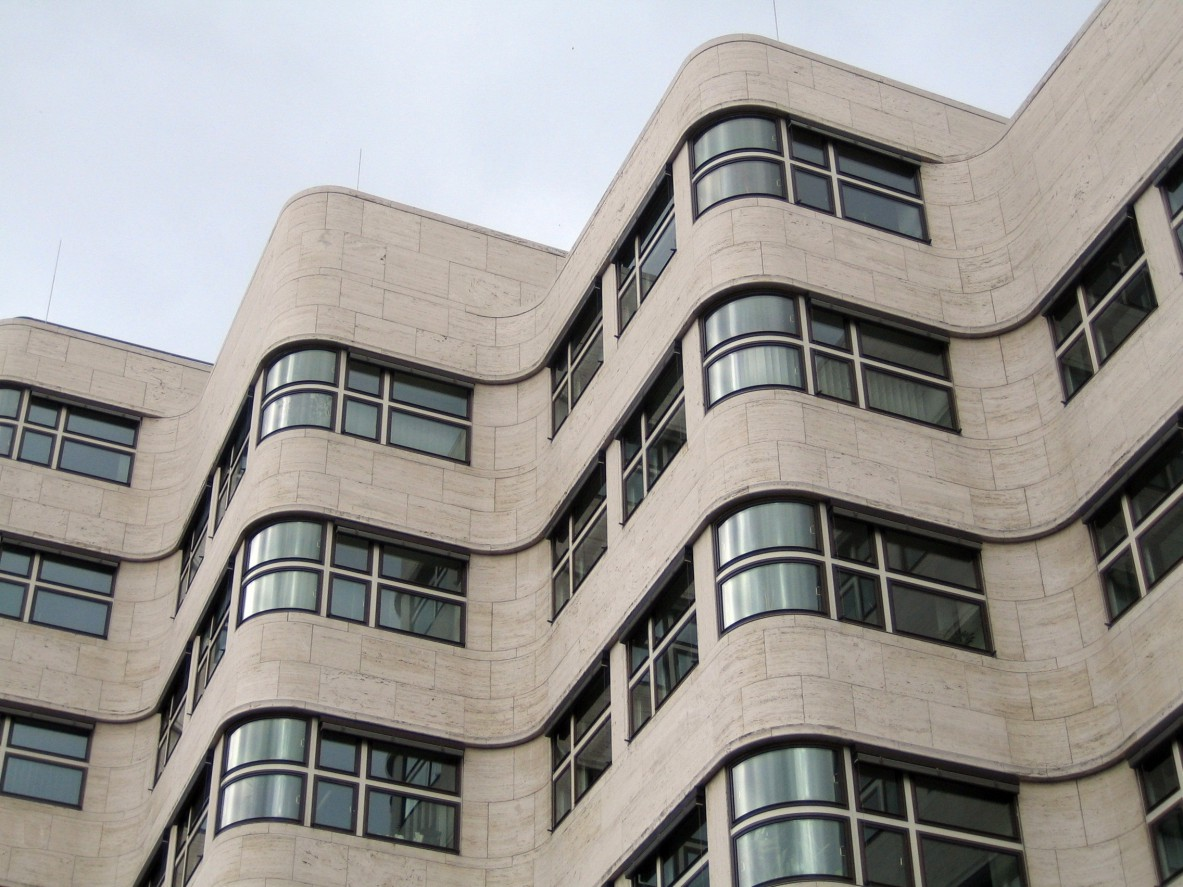
Shell-Haus

- Emil Fahrenkamp – Shell-Haus (1930–31)
- Norman Foster:
  - Reichstagsgebäude
  - Philologische Bibliothek der Freien Universität Berlin
- Frank Gehry – Gebäude der DZ Bank am Pariser Platz (1996–99)
- von Gerkan, Marg und Partner:
  - Flughafen Berlin-Tegel
  - Berlin Hauptbahnhof
- Alfred Grenander – Berliner U-Bahnhöfe, unter anderem Alexanderplatz, Hermannplatz
- Nicholas Grimshaw – Ludwig-Erhard-Haus

- Walter Gropius:
  - Gropiusstadt

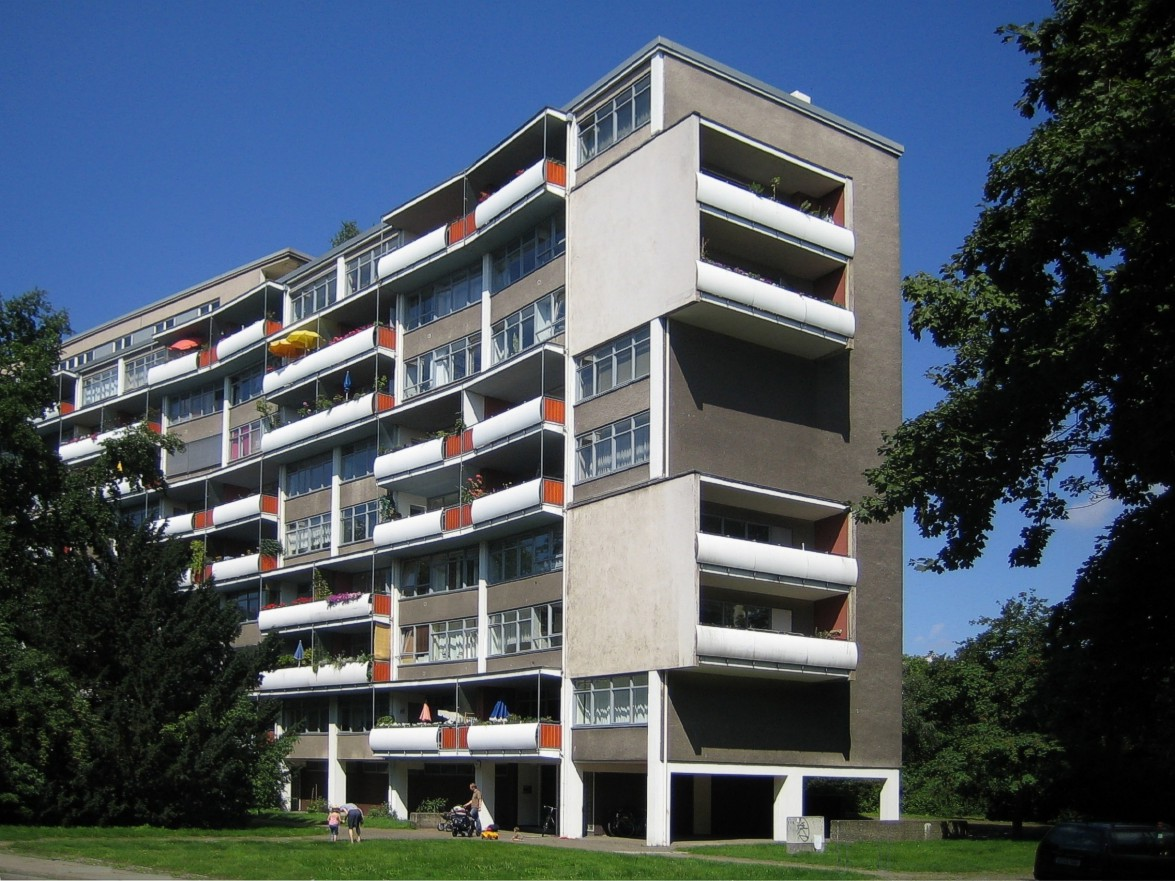
Hansaviertel, Wohnhaus

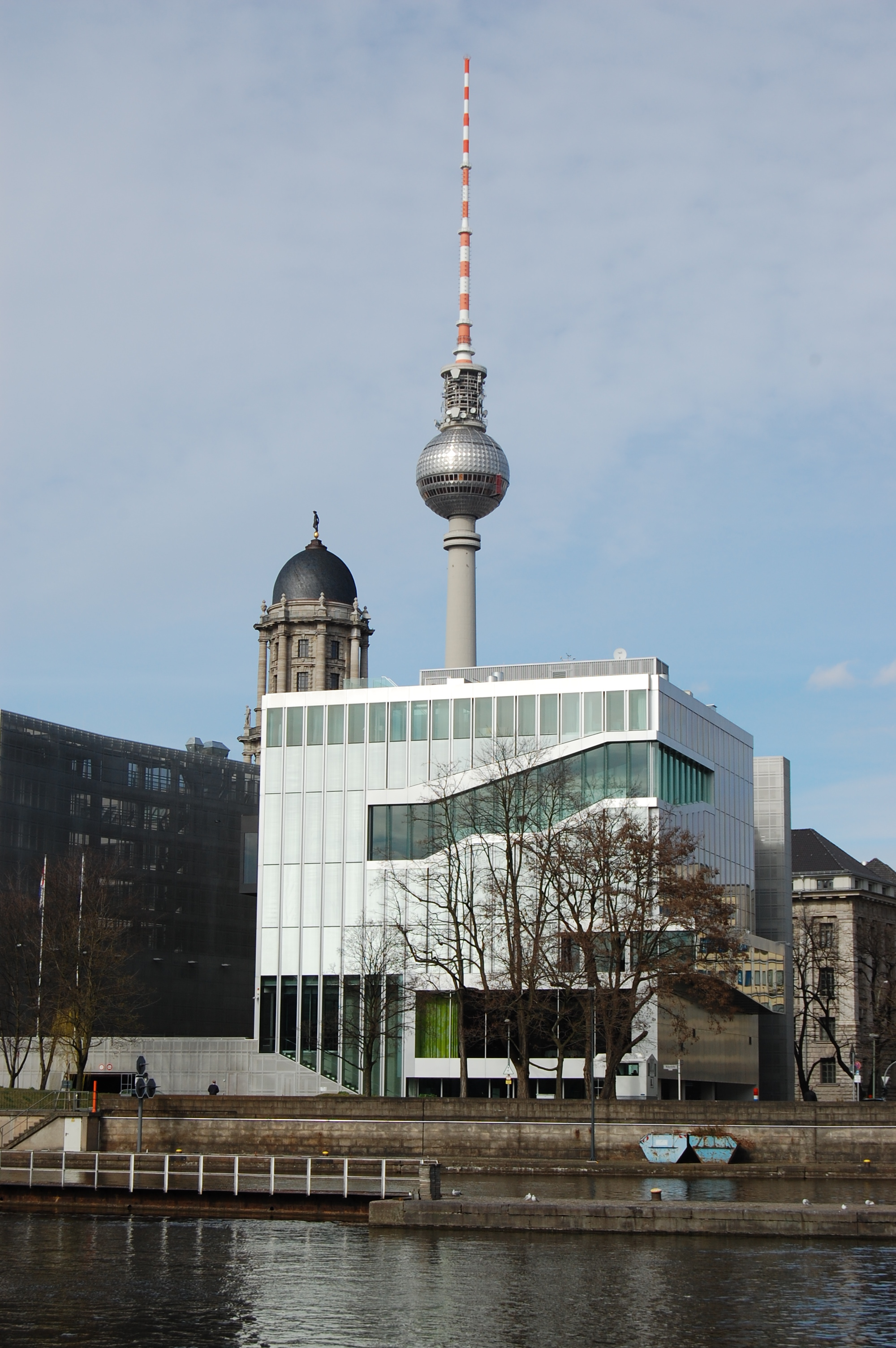
Niederländische Botschaft

  - Wohnhaus im Hansaviertel, Händelallee 3–9 (1957)
  - Wohnblocks in der Siedlung Siemensstadt
  - Haus Sommerfeld
  - Bauhaus-Archiv (Entwurf)
  - Walter-Gropius-Schule Neukölln, Fritz-Erler-Allee
- Zaha Hadid
  - Bürohaus Wilhelmstraße,
  - IBA-Hochhaus (Wohnhof), Stresemannstraße Ecke Dessauer Straße
- Arne Jacobsen – Einfamilienhäuser für die Interbau, Händelallee 33–39
- Helmut Jahn
  - Sony Center
  - Neues Kranzler Eck
- Philip Johnson – Philip-Johnson-Haus am Checkpoint Charlie
- Rem Koolhaas – Niederländische Botschaft Berlin
- Le Corbusier – Unité d’Habitation, Flatowallee 16–205 (1957/58)
- Daniel Libeskind: – Jüdisches Museum Berlin

- Erich Mendelsohn:

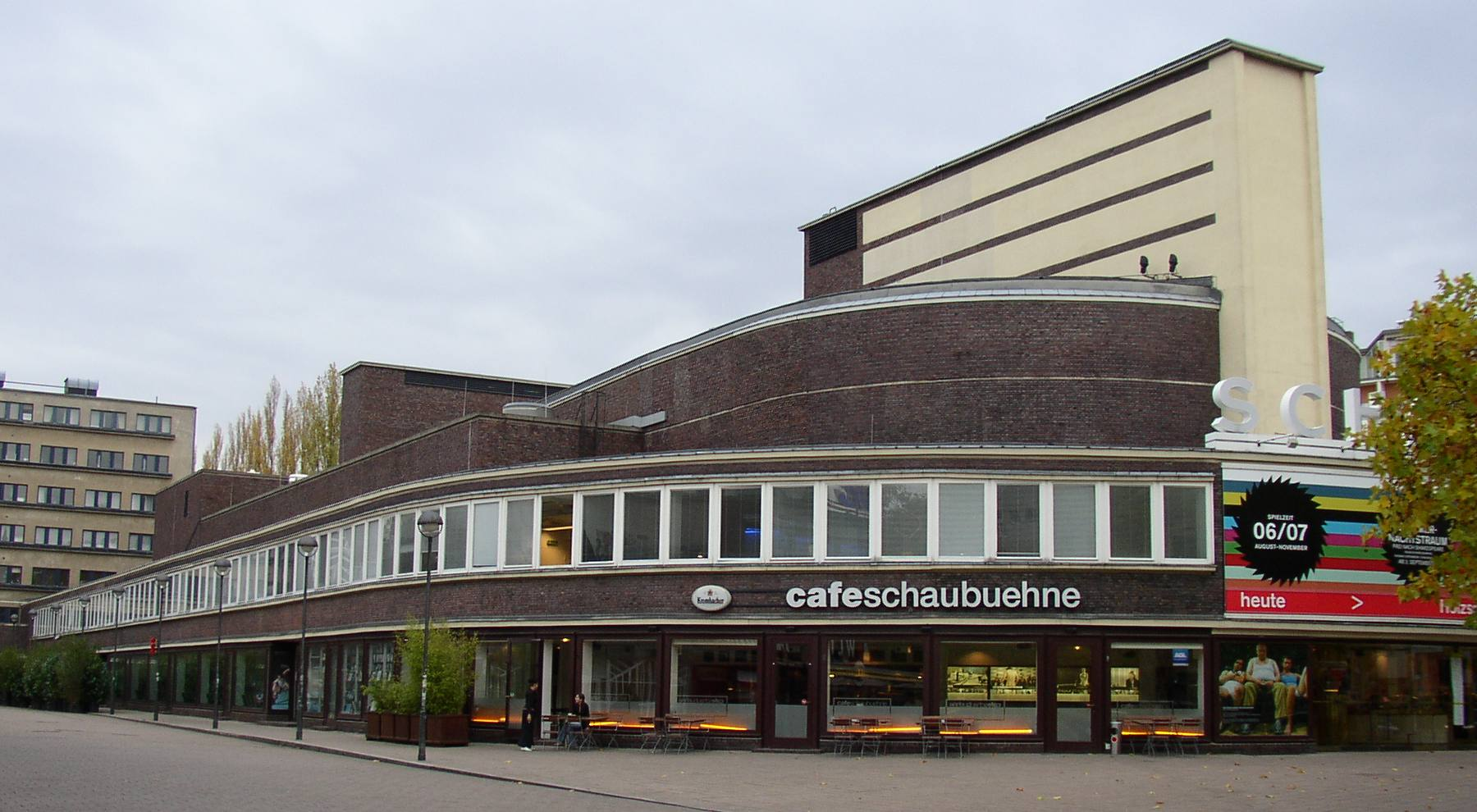
Schaubühne Lehniner Platz

  - Schaubühne am Lehniner Platz (Universum-Filmtheater im Woga-Komplex), Kurfürstendamm 153–163
  - Umbaus des Verlagshaus Rudolf Mosse, Jerusalemer Straße 46/47
  - Haus des Deutschen Metallarbeiterverbandes (IG Metall), Alte Jacobstraße 148–155

- Ludwig Mies van der Rohe:
  - Neue Nationalgalerie

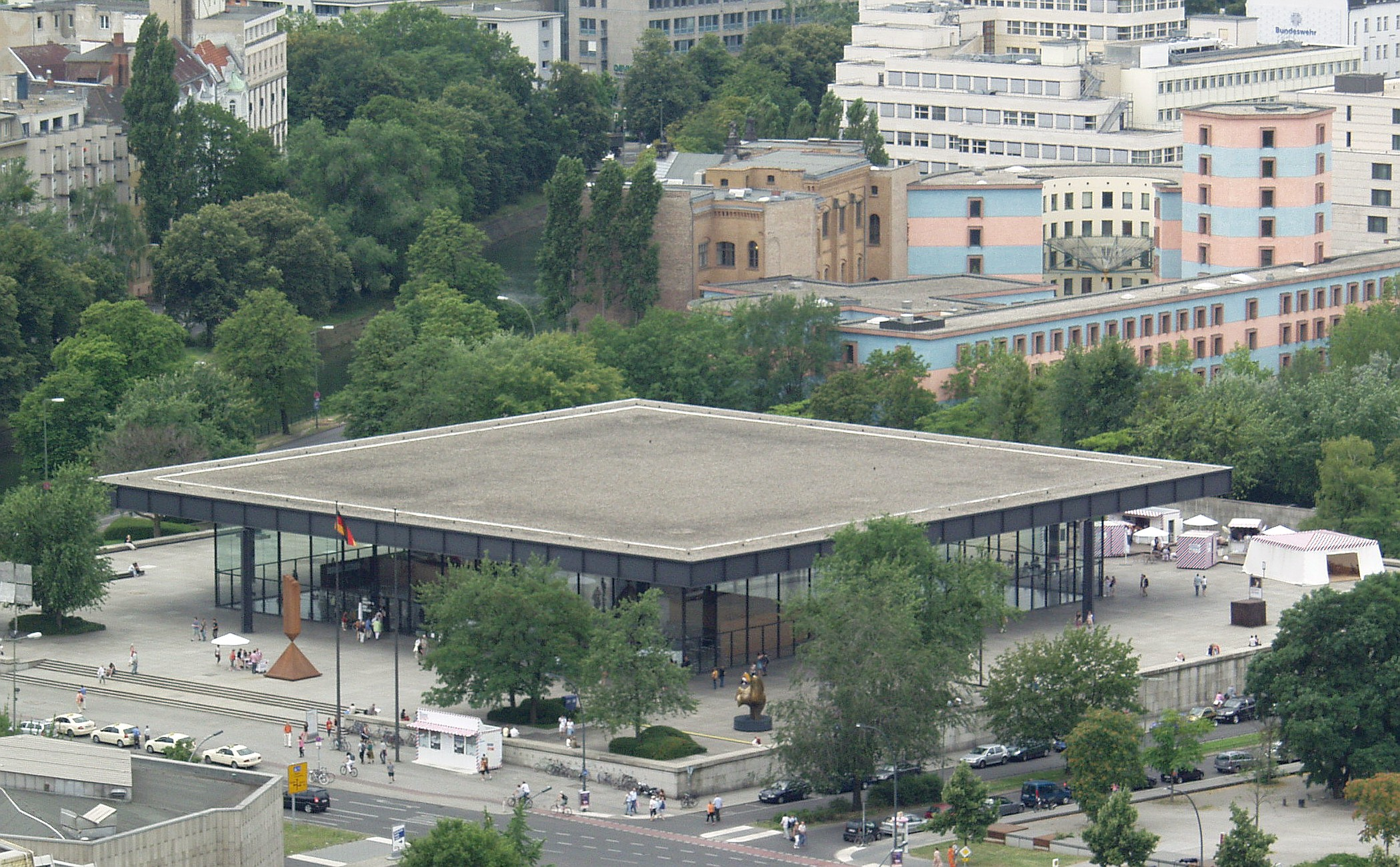
Neue Nationalgalerie, im Hintergrund das Wissenschaftszentrum von Stirling

  - Mies van der Rohe Haus (Villa Lemke), Oberseestraße 76
  - Wohnhäuser an der Afrikanischen Straße (1927)
- Oscar Niemeyer – Interbau-Wohnhochhaus, Altonaer Straße 4–14
- Jean Nouvel – Galeries Lafayette
- Dominique Perrault – Velodrom und SSE
- Renzo Piano – Potsdamer Platz

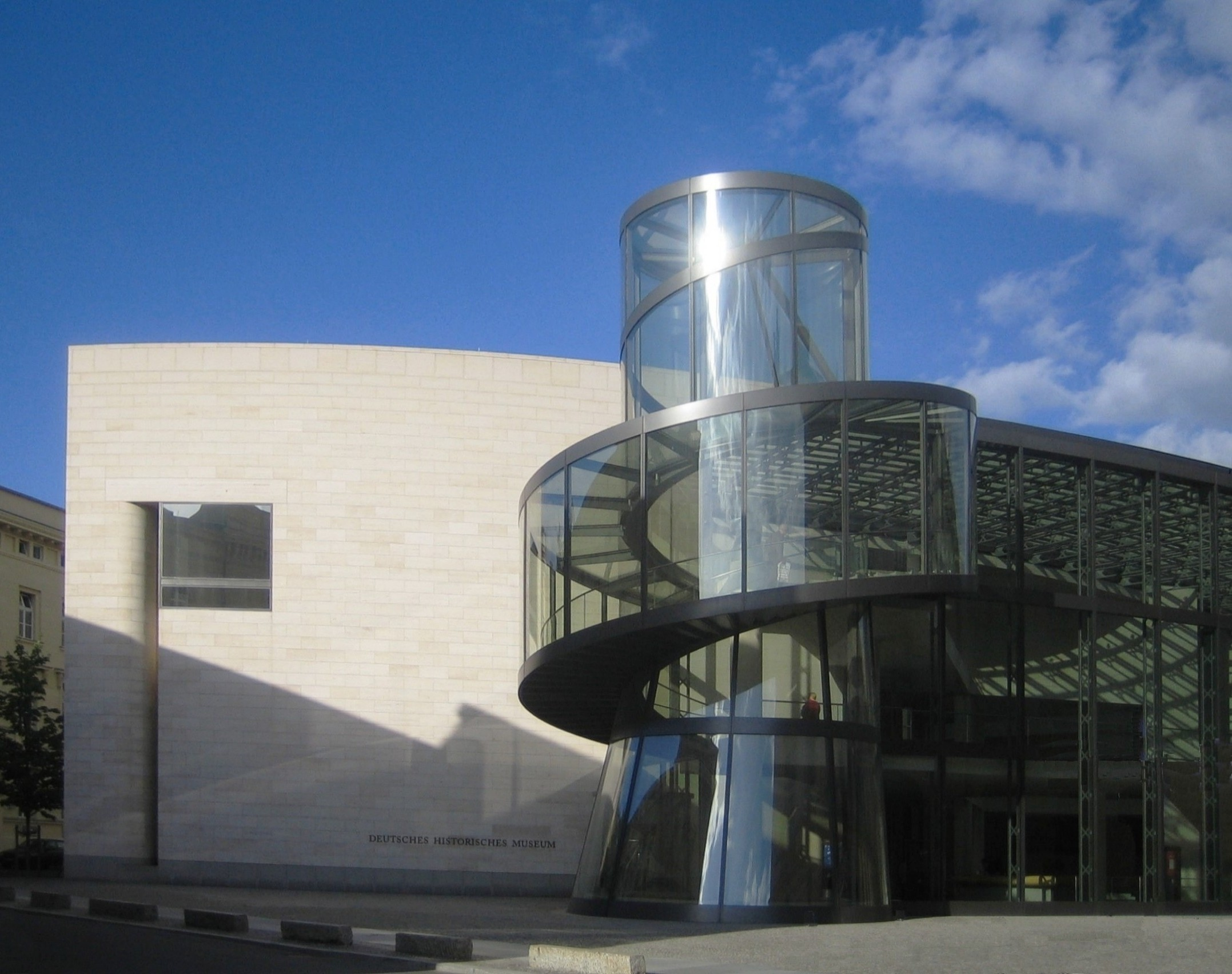
Neubau Deutsches Historisches Museum

- Ieoh Ming Pei – Ausstellungsbau des Deutschen Historischen Museums
- Hans Poelzig:
  - Haus des Rundfunks, Masurenallee 8–14
  - Randbebauung am Rosa-Luxemburg-Platz / Kino Babylon, Rosa-Luxemburg-Straße 30
- Aldo Rossi:
  - Wohn- und Geschäftshäuser, Wilhelmstraße 36–38/Kochstraße 1–4
  - Stadtvilla an der Rauchstraße (1983–85)

- Hans Scharoun:
  - Berliner Philharmonie

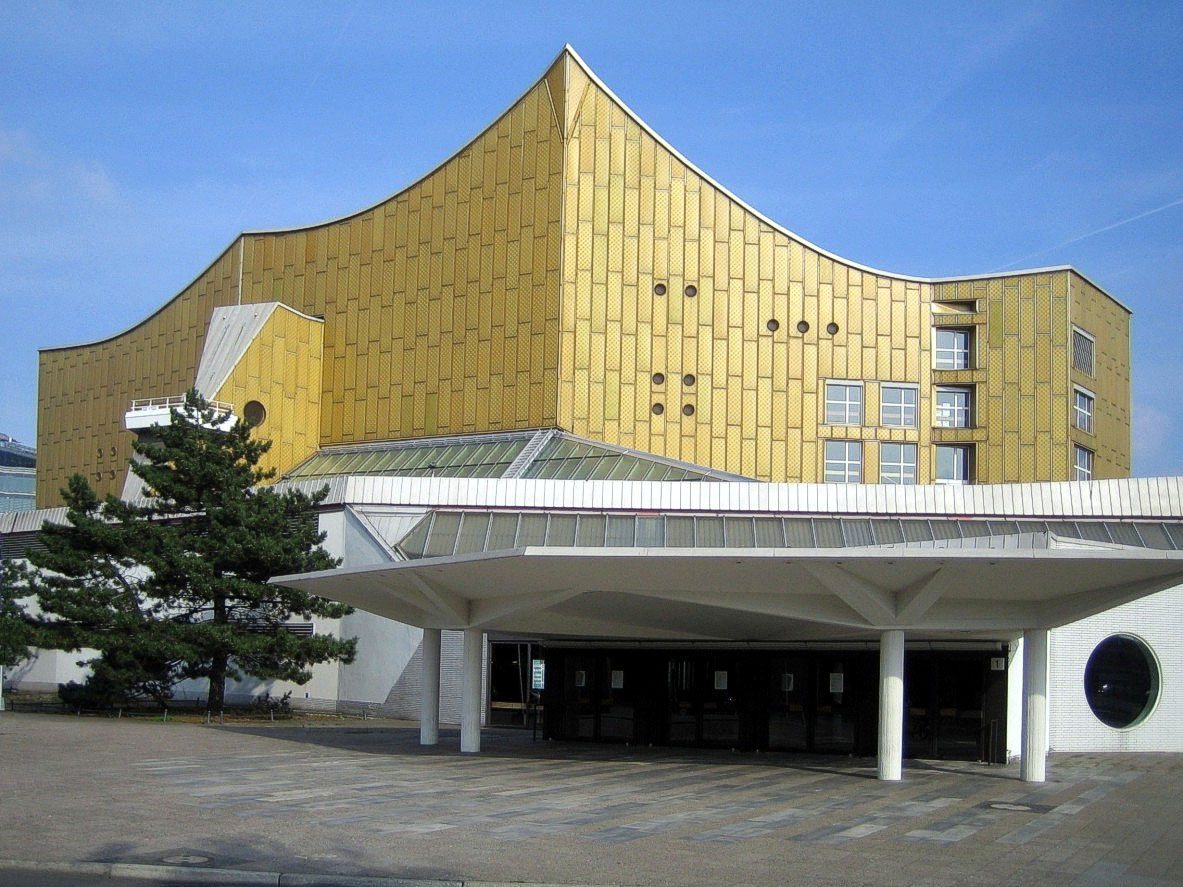
Philharmonie

  - Staatsbibliothek, Potsdamer Str. 33
  - Wohnblock in der Siedlung Siemensstadt
  - Wohnsiedlung „Charlottenburg-Nord“
  - Einfamilienhaus „Baensch“, Höhenweg 9 (1935)
  - Einfamilienhaus „Moll“
  - Appartementhaus, Hohenzollerndamm 35/36 (1930)
- Álvaro Siza Vieira – „Bonjour-Tristesse“-Haus, Schlesische Straße Nr. 7
- James Stirling – Wissenschaftszentrum Berlin, Reichpietschufer 48–58 (1984–87)

- Bruno Taut:
  - Hufeisensiedlung
  - Waldsiedlung Onkel Toms Hütte
  - Siedlung „Carl Legien“ (1928–30)
  - Gartenstadt Falkenberg (1913–16)
  - Wohnanlage Grellstraße
  - Siedlung Schillerpark (1924–30)
  - Siedlung Trierer Straße 8–18

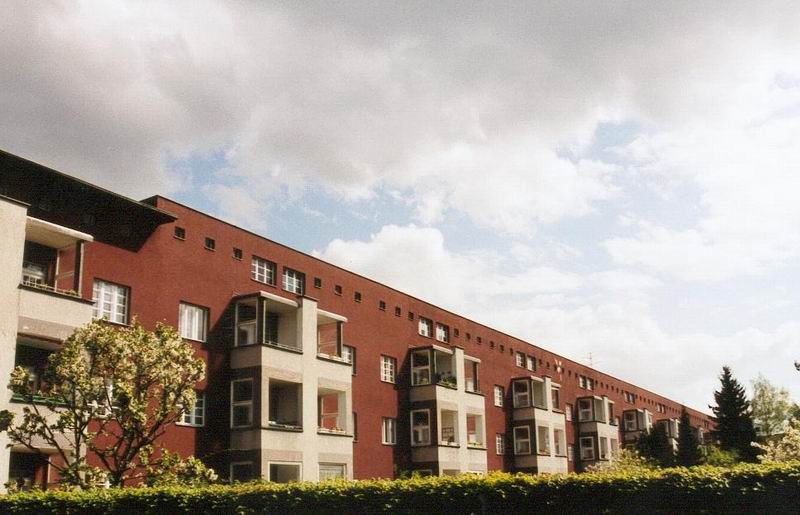
Hufeisensiedlung

  - Wohnhaus Dahlewitz, Wiesenstraße 13
- Heinrich Tessenow
  - Stadtbad Mitte, Gartenstr. 5 (1927–1930)
  - Umbau Neue Wache

Weitere
- Hotel Preußischer Hof (Berlin)